# Выбрик, Василий Родионович

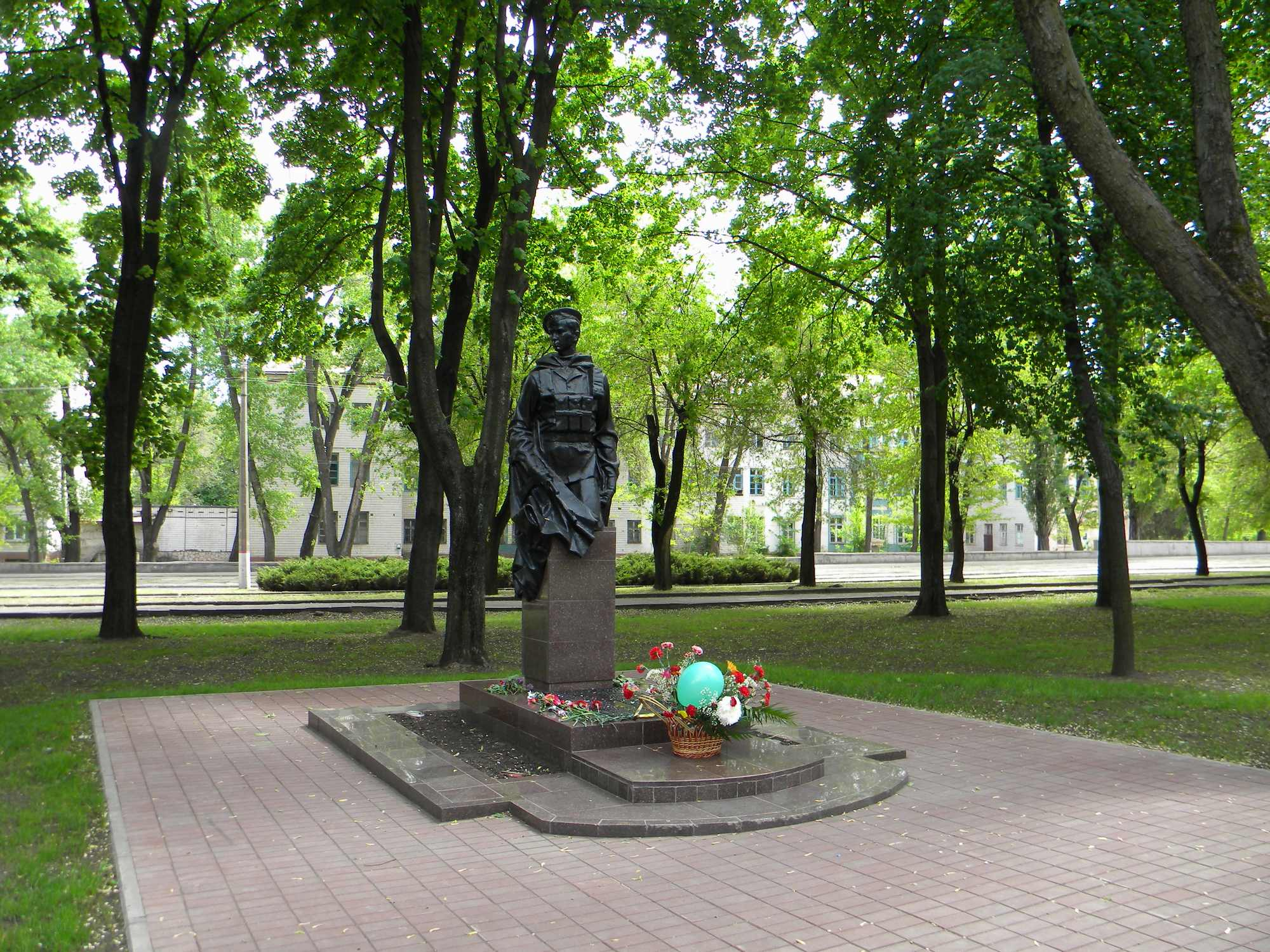
Имя на памятнике воинам-интернационалистам на Дзержинке (Кривой Рог)

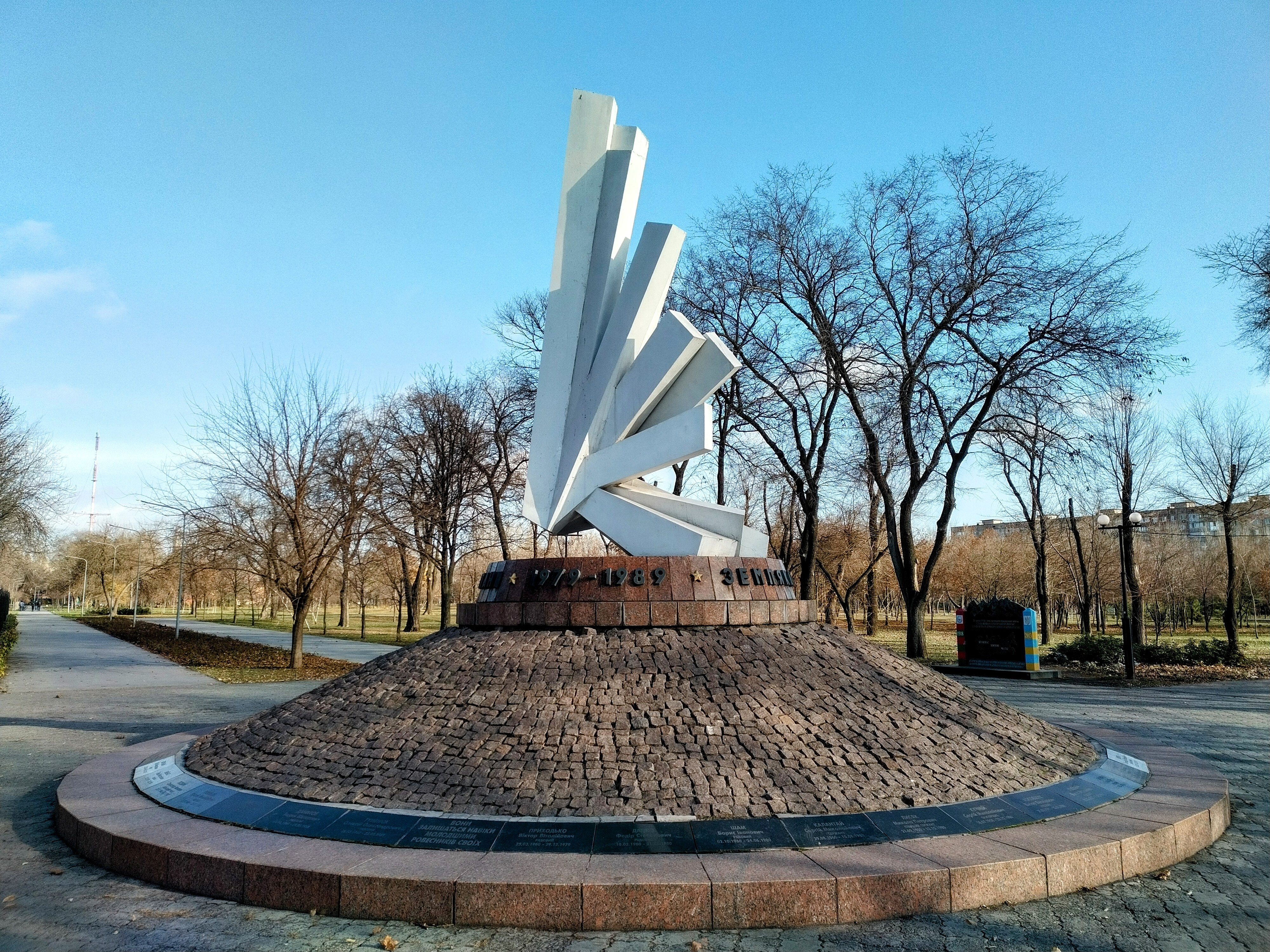
Имя на памятнике воинам-интернационалистам в Юбилейном парке (Кривой Рог)

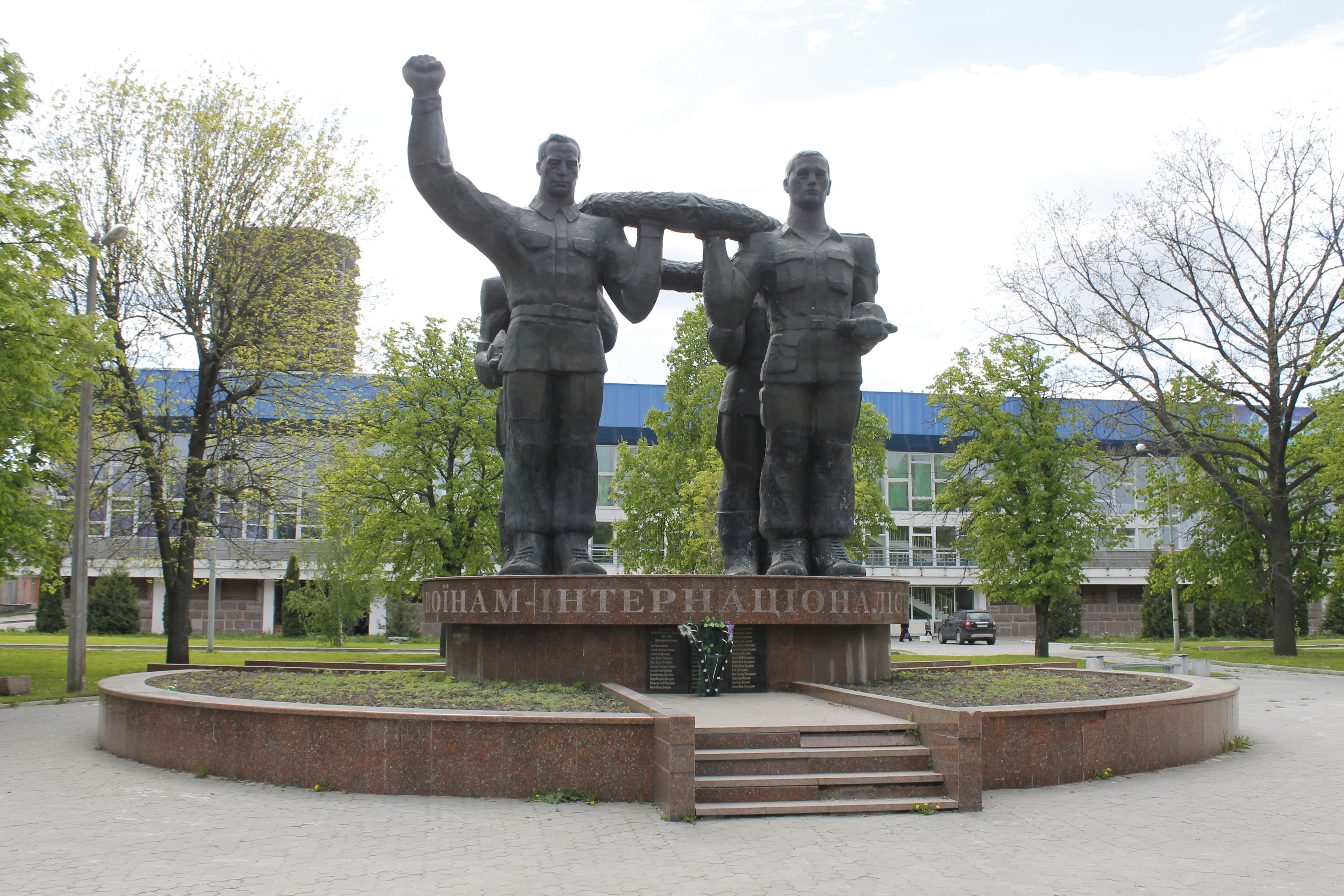
Имя на памятнике воинам-интернационалистам всех поколений Кировоградщины (Кропивницкий)

Выбрик Василий Родионович (1 января 1943, Зелёный Барвинок, Кировоградская область — 19 апреля 1983, Талукан, Тахар) — советский военнослужащий, подполковник, заместитель начальника Пянджского погранотряда, участник Афганской войны.

## Биография
Родился 17 января 1943 года в селе Зелёный Барвинок Александрийского района Кировоградской области УССР в рабочей семье.
Окончил СПТУ № 6 в городе Кривой Рог. Жил с женой в Кривом Роге. Член КПСС.
10 ноября 1962 года призван в Вооружённые силы СССР. Служил на границе на Западной Украине и в Таджикистане, лично задержал трёх нарушителей. В январе 1980 года в звании подполковника направлен в состав ограниченного контингента советских войск в Афганистане, служил заместителем начальника Пянджского пограничного отряда КГБ СССР, начальник оперативной группы 48-го Пянджского пограничного отряда (в/ч 2066) КСАПО. Участвовал в 50 боевых операциях, большинство из которых лично разрабатывал и руководил ими. Всегда был на самых ответственных участках фронта, умело руководил подразделениями.
В 1981 году заочно окончил Военную академию имени М. В. Фрунзе.
19 апреля 1983 года входе очередной операции в районе кишлака Багак района Талукан провинции Тахар в бою был смертельно ранен.
Похоронен в городе Александрии Кировоградской области.

## Награды
- Орден Красного Знамени (посмертно);
- Орден «За службу Родине в Вооружённых Силах СССР» 3-й степени[2][3].

## Память
- Имя на памятнике воинам-интернационалистам Днепропетровщины, погибшим в Афганистане (Днепр)[6];
- Имя на памятнике воинам-интернационалистам на Дзержинке (Кривой Рог);
- Имя на памятнике воинам-интернационалистам в Юбилейном парке (Кривой Рог);
- Имя на памятнике воинам-интернационалистам всех поколений Кировоградщины (Кропивницкий).